# ISSpresso

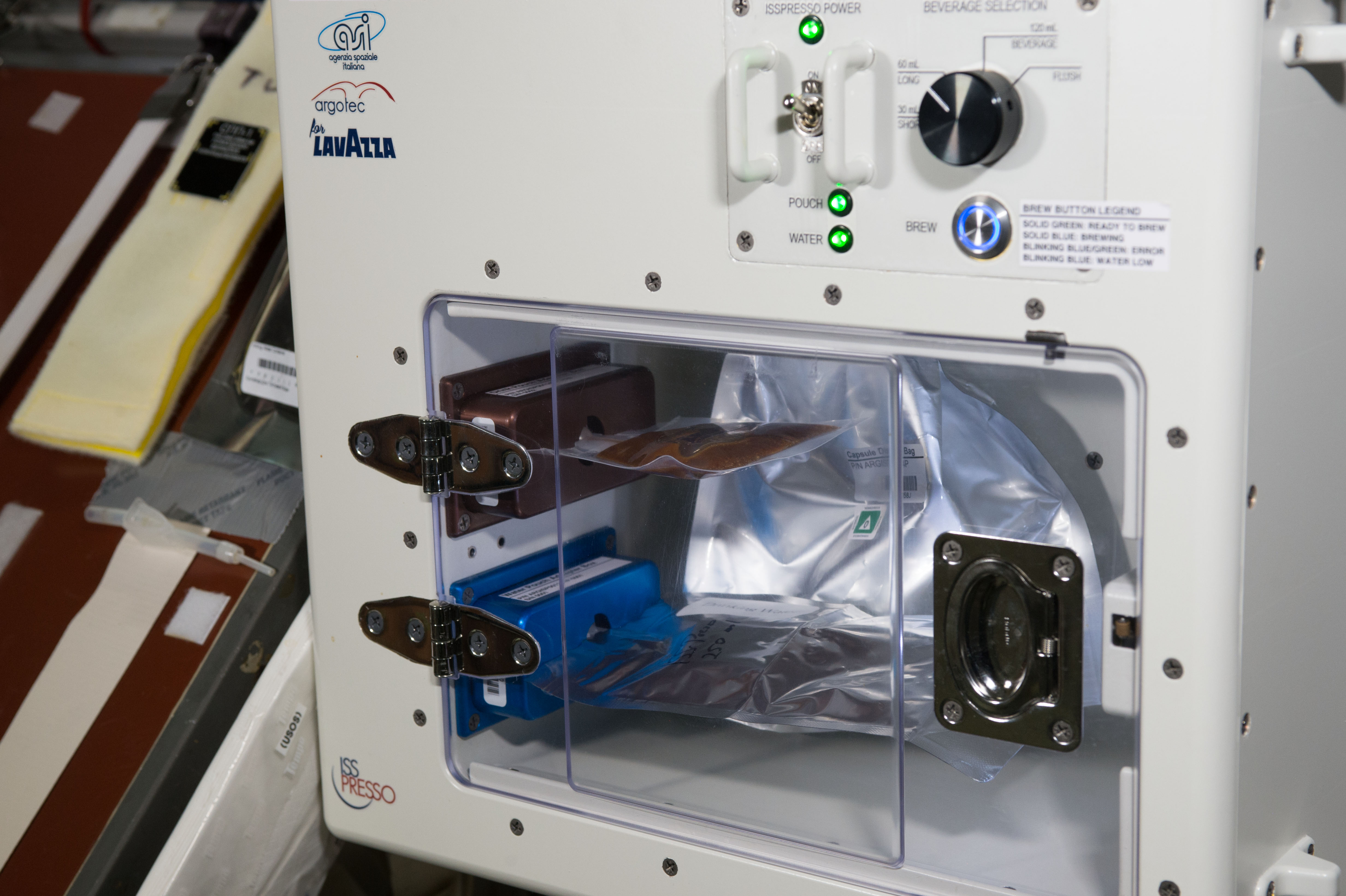
ISSpresso na Międzynarodowej Stacji Kosmicznej

ISSpresso – pierwszy ekspres do kawy espresso zaprojektowany do użytku na pokładzie Międzynarodowej Stacji Kosmicznej przez Argotec i Lavazza w ramach współpracy z Włoską Agencją Kosmiczną. Ekspres działał na pokładzie stacji od 2015 do 2017 roku, kiedy to powrócił na Ziemię dzięki misji SpaceX CRS-13.

## Historia
W 2014 roku firmy Argotec i Lavazza nawiązały współpracę w celu określenia wykonalności projektu. Następnie firma Argotec zwróciła się do Włoskiej Agencji Kosmicznej wraz z Lavazzą, a Włoska Agencja Kosmiczna zgodziła się sponsorować ISSpresso jako ładunek użyteczny Włoskiej Agencji Kosmicznej na Międzynarodowej Stacji Kosmicznej. Uzyskano wówczas zgodę NASA.

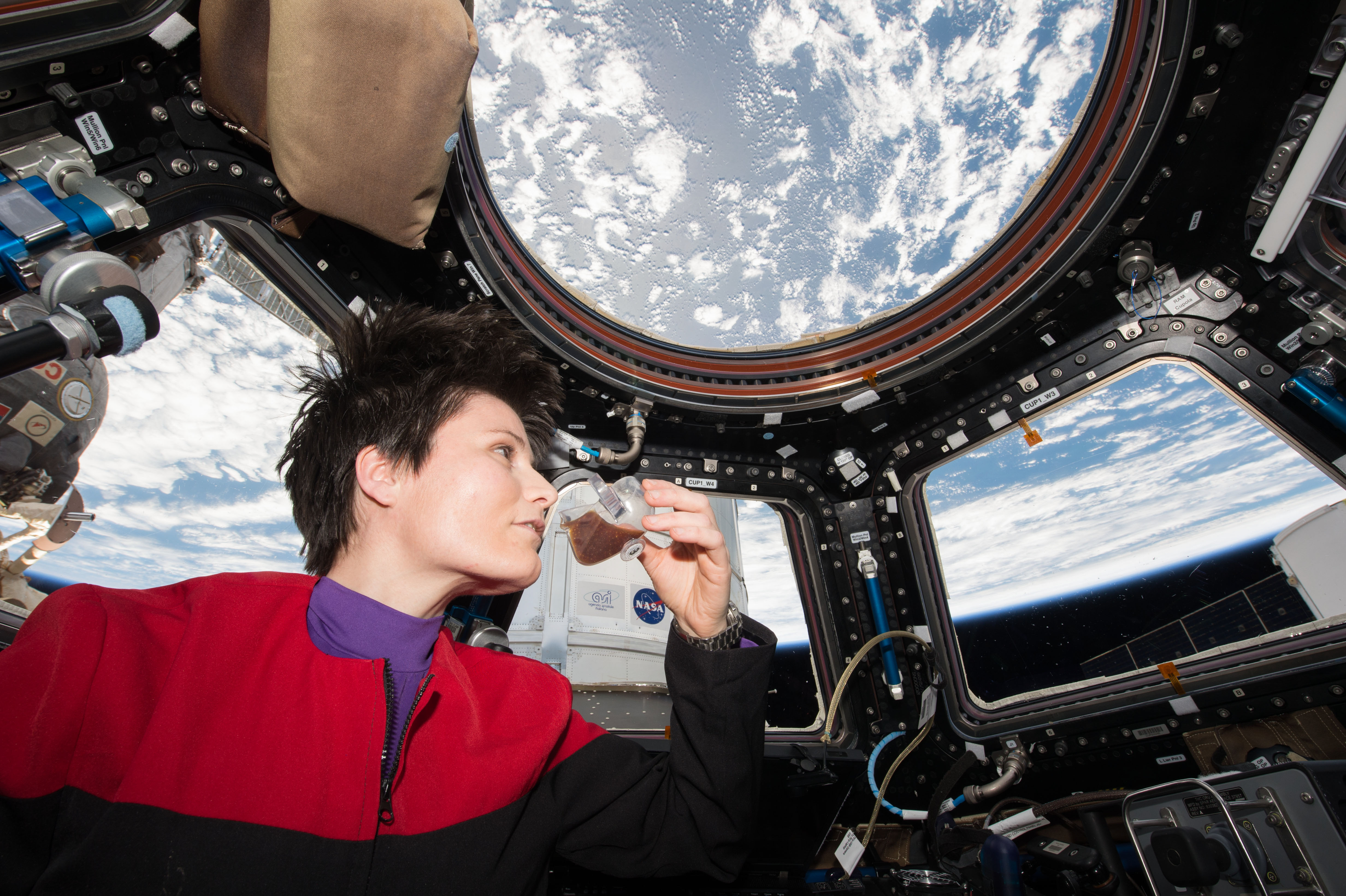
Samantha Cristoforetti pijąca espresso z ISSpresso

 14 kwietnia 2015 roku ISSpresso został wysłany na Międzynarodową Stację Kosmiczną na pokładzie bezzałogowej misji SpaceX CRS-6, a 3 maja 2015 roku Samantha Cristoforetti wypiła pierwsze espresso w warunkach mikrograwitacji. 30 września 2017 roku Paolo Nespoli skorzystał z ISSpresso na pokładzie ISS, aby móc uczcić Międzynarodowy Dzień Kawy.
Misja ISSpresso dobiegła końca 14 grudnia 2017 roku, a maszyna wróciła na Ziemię dzięki misji SpaceX CRS-13. 

## Cele
Przed ISSpresso dla astronautów Międzynarodowej Stacji Kosmicznej dostępna była wyłącznie kawa rozpuszczalna. Dzięki ISSpresso astronauci zyskali możliwość wyboru spośród kilku różnych rodzajów napojów.
ISSpresso umożliwiło także badanie zjawisk fizycznych związanych z dynamiką płynów w warunkach mikrograwitacji pod wysokim ciśnieniem i temperaturą.

## Funkcjonowanie

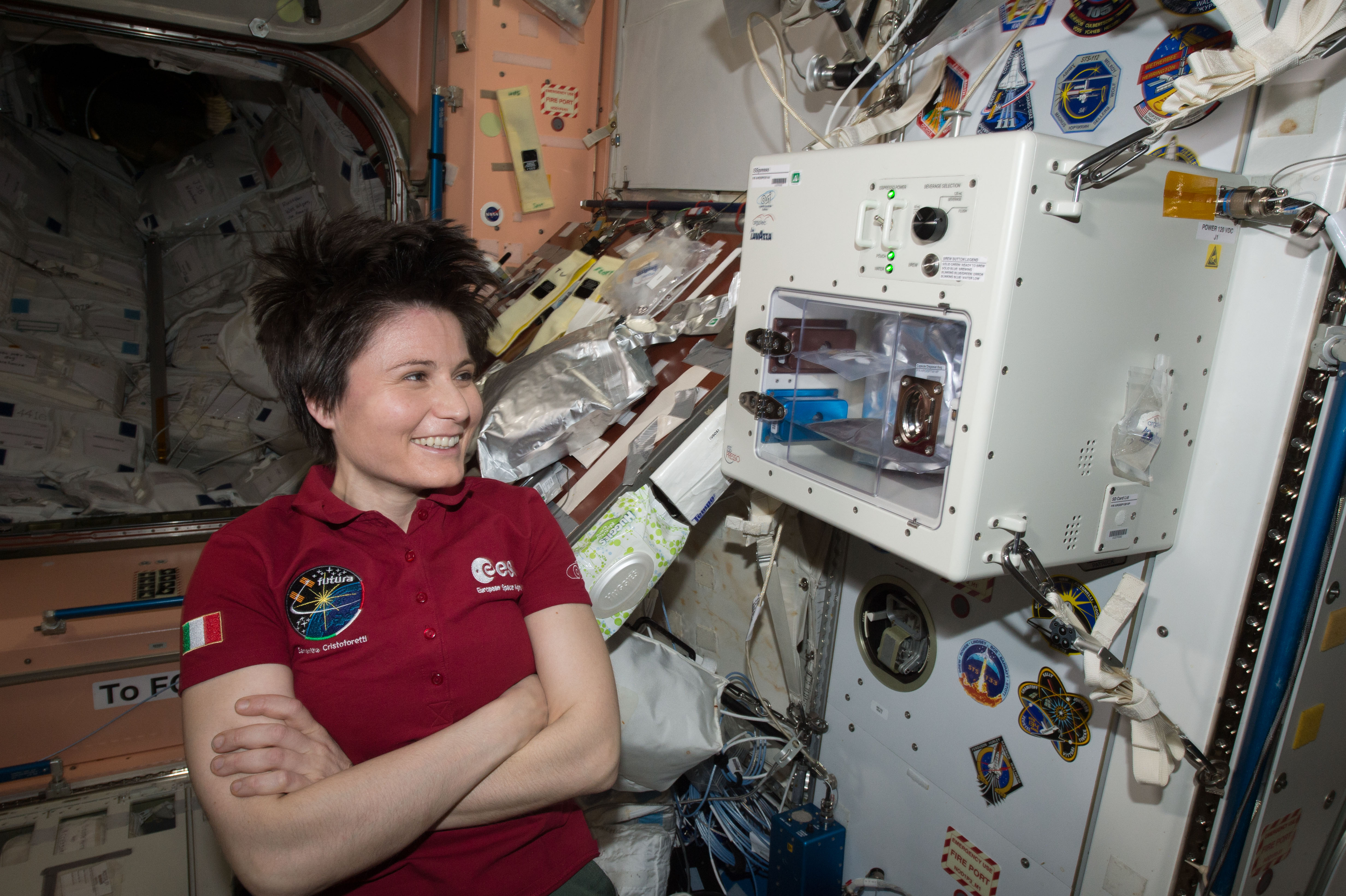
Samantha Cristoforetti obok ISSpresso

ISSpresso jest podobny w użytkowaniu do ziemskich ekspresów do kawy, aby umożliwić astronautom jego obsługę bez konieczności specjalnego szkolenia. Po upewnieniu się, że pojemnik na wodę jest prawidłowo zainstalowany, astronauta wkłada kapsułkę z kawą do otworu na górze urządzenia, a następnie zamyka małe drzwiczki i wybiera rodzaj napoju. Następnie podłącza saszetkę z napojem i rozpoczyna parzenie kawy.
ISSpresso jest znacznie cięższy od zwykłych ekspresów do kawy ze względu na dobór materiałów, które musiały spełnić wymogi bezpieczeństwa na wszystkich etapach jego funkcjonowania. W dodatku system usuwania zużytej kapsułki działa w warunkach mikrograwitacji za pomocą aluminiowego tłoka, który wrzuca zużytą kapsułę do worka na śmieci.